# Batzer & Co.
Batzer & Co. Roskilde Bogcafé er et dansk forlag med Arild Batzer som redaktør. Forlaget udgiver bl.a. værker af Olga Tokarczuk, Peter Handke, Imre Kertész, Per Petterson, Kjell Westö og Jón Kalman Stefánsson.

## Ekstern henvisning
- Batzer & Co.s hjemmeside